# Església de l'Assumpció de Gósol
Església de l'Assumpció de Gósol és l'església parroquial de Gósol (Berguedà) inclosa en l'Inventari del Patrimoni Arquitectònic de Catalunya.

## Descripció
Edifici d'una sola nau amb molta llum al seu interior. Està cobert a dues aigües amb teula àrab i el parament és de petites pedres sense treballar unides amb molt de morter. A la façana, en canvi, veiem un parament de carreus de majors dimensions perfectament escairats que li atorguen un aspecte molt homogeni. Al costat de l'altar es bastí una torre campanar de planta quadrada amb coberta a quatre aigües molt pronunciada. L'exterior està reforçat amb contraforts que pràcticament tenen l'alçada de la nau.
Piques beneiteres de forma troncocònica amb peu massís i sense cap tipus d'ornamentació, conservades a l'interior de l'església. La més massissa i de proporcions més grans es troba al presbiteri de l'església i la més petita, prop de l'entrada i davant el sagrari d'un petit departament als peus de la nau.

## Història

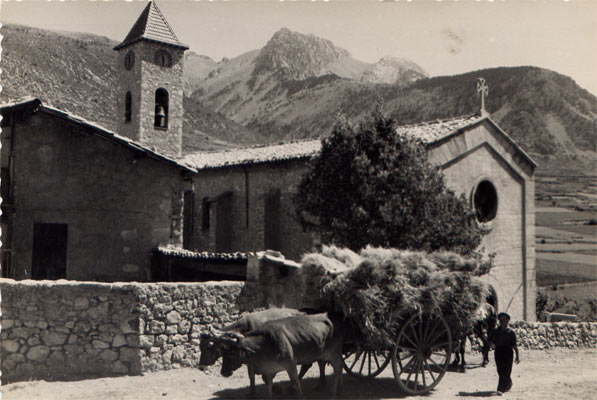
L'església al 1960

Consagrada el 1892, és l'església parroquial del municipi. Anteriorment ho havia estat santa Maria del castell. Durant la guerra civil (1936- 1939) es cremaren els ornaments litúrgics però no pas l'edifici. Les piques beneiteres són obres rústegues del s.XVII o XVIII, mancades d'ornamentació i sense polir.